# Ouratea guriensis
Ouratea guriensis är en tvåhjärtbladig växtart som beskrevs av C. Sastre. Ouratea guriensis ingår i släktet Ouratea och familjen Ochnaceae. Inga underarter finns listade i Catalogue of Life.